# Цокор Арманда
Цокор Арманда (лат. Myospalax armandii) — млекопитающее рода цокоров отряда грызунов. Ещё недавно представителей этого вида в России относили к маньчжурскому цокору.
В России распространен лишь в пределах Кличкинского хребта в Юго-Восточном Забайкалье. Как и все цокоры ведёт исключительно подземный образ жизни. Питается растительной пищей, добываемой под землёй: корневища, клубни, луковицы. Иногда затаскивает в норы надземные зелёные части растений.
Известный на сегодняшний день ареал цокора Арманда в России ограничен менее чем 5000 км² и, скорее всего, изолирован от остальной части ареала (в Китае). В последние годы наблюдается снижение численности цокоров. Насколько этот процесс значителен, определить сложно из-за отсутствия целенаправленных учётов численности видов. По-видимому, основная причина исчезновения — прямое истребление, возможно (в меньшей степени) также климатические факторы. Усилившийся антропогенный пресс связан с развитием в последние годы фермерских хозяйств и соответственно увеличением числа частных стоянок. Помимо прямого антропогенного воздействия, численность цокоров снижается под действием опосредованных факторов — перевыпаса скота и регулярных пожаров, так как и то и другое ведёт к резкому изменению растительности.
Повсеместно ведётся намеренное истребление животных на сельхозугодьях. Во многих местах цокоры маньчжурские и Арманда остались лишь в островках кустарников и других неудобьях, либо вдали от населенных пунктов и чабанских стоянок. Нередко, можно наблюдать, что цокоров истребляют даже там, где никакого вреда они не наносят.
Изолированность участка ареала цокора Арманда в России на Кличкинском хребте, низкая плотность населения и угроза со стороны сельского хозяйства дают основания для рассмотрения цокора Арманда в качестве претендента в Красную книгу России.